# 국립 고미술관
국립 고미술관(포르투갈어: Museu Nacional de Arte Antiga)은 1884년에 설립된 포르투갈의 대표 박물관 중 하나로 리스본에 위치해 있다. 약 4만점의 박물관 소장품에는 12~19세기의 유럽 회화, 조각, 장식 예술품뿐만 아니라 15세기 대항해 시기 동안 포르투갈의 세계적인 교류를 보여주는 아시아와 아프리카 예술품들이 포함되어 있다.

## 역사
본 건물은 17세기 후반 알보르(Alvor) 백작 프란시스코 데 타보라 (Francisco de Távora)에 의해 지어졌다. 1759년 타보라 사건(Processo dos Távoras)으로 궁전은 몰수가 되어 경매에 나오게 되는데 이때 폼발 후작(Marquês de Pombal)의 형제인 파울로 데 카르발로 멘돈사 (Paulo de Carvalho e Mendonça)의 손에 들어간다. 이러한 이유로 이곳은 "알보르-폼발 궁전 (Palácio de Alvor-Pombal)"으로도 알려져있다.
1879년 이 궁전은 국립 미술 및 고고학 박물관을 수용하기 위해 포르투갈 국가에 의해 인수가 되고, 1884년 5월 11일 국립 고대 미술관으로 문을 열었다.

## 소장품

### 유럽 회화

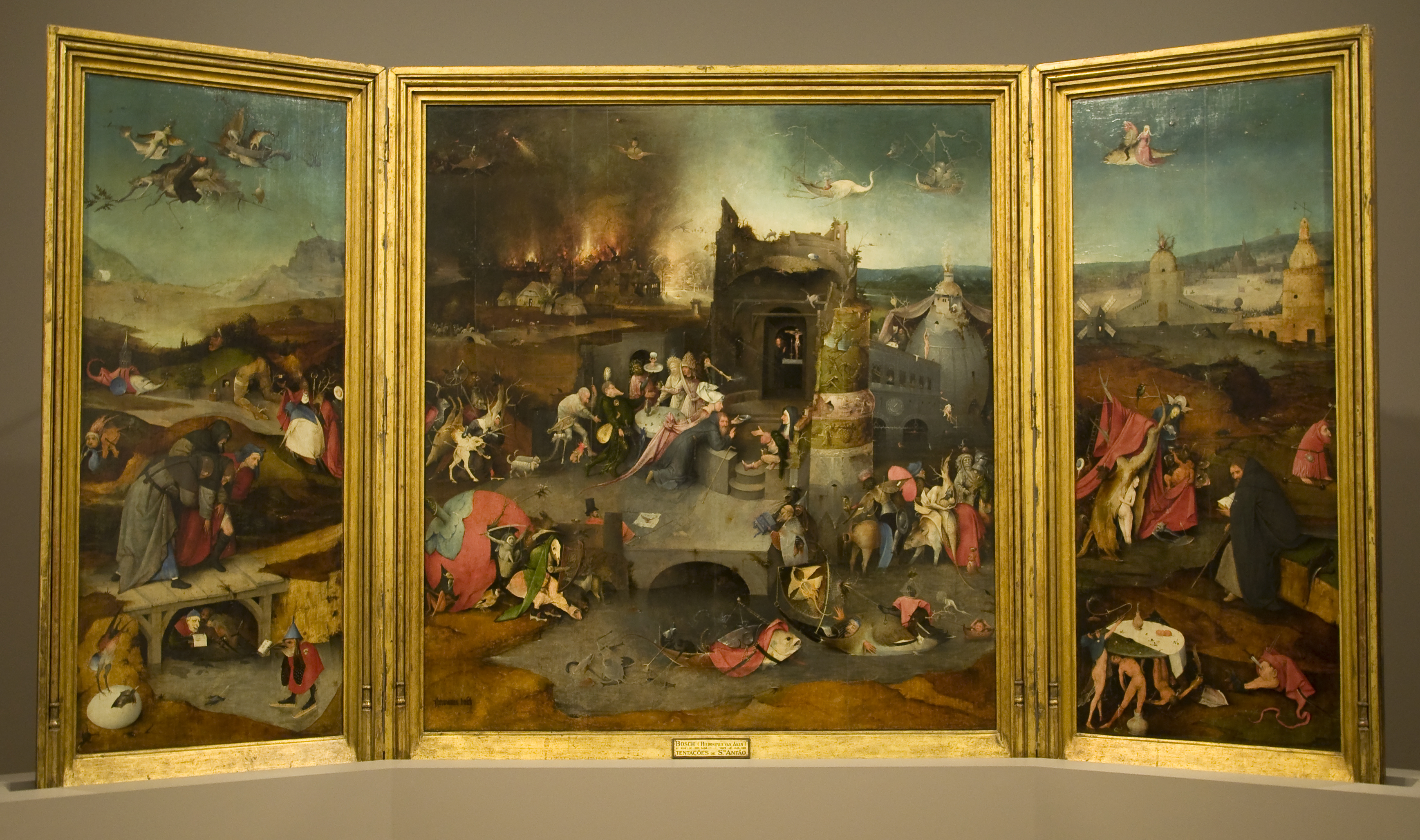
성 안토니우스의 유혹 삼연판, 히에로니무스 보스 (1501)
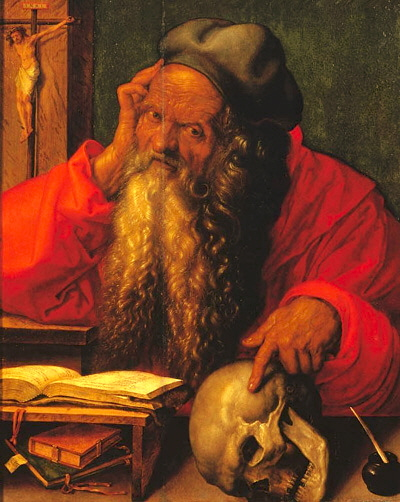
서재에 있는 성 예로니모, 알브레히트 뒤러 (1521)
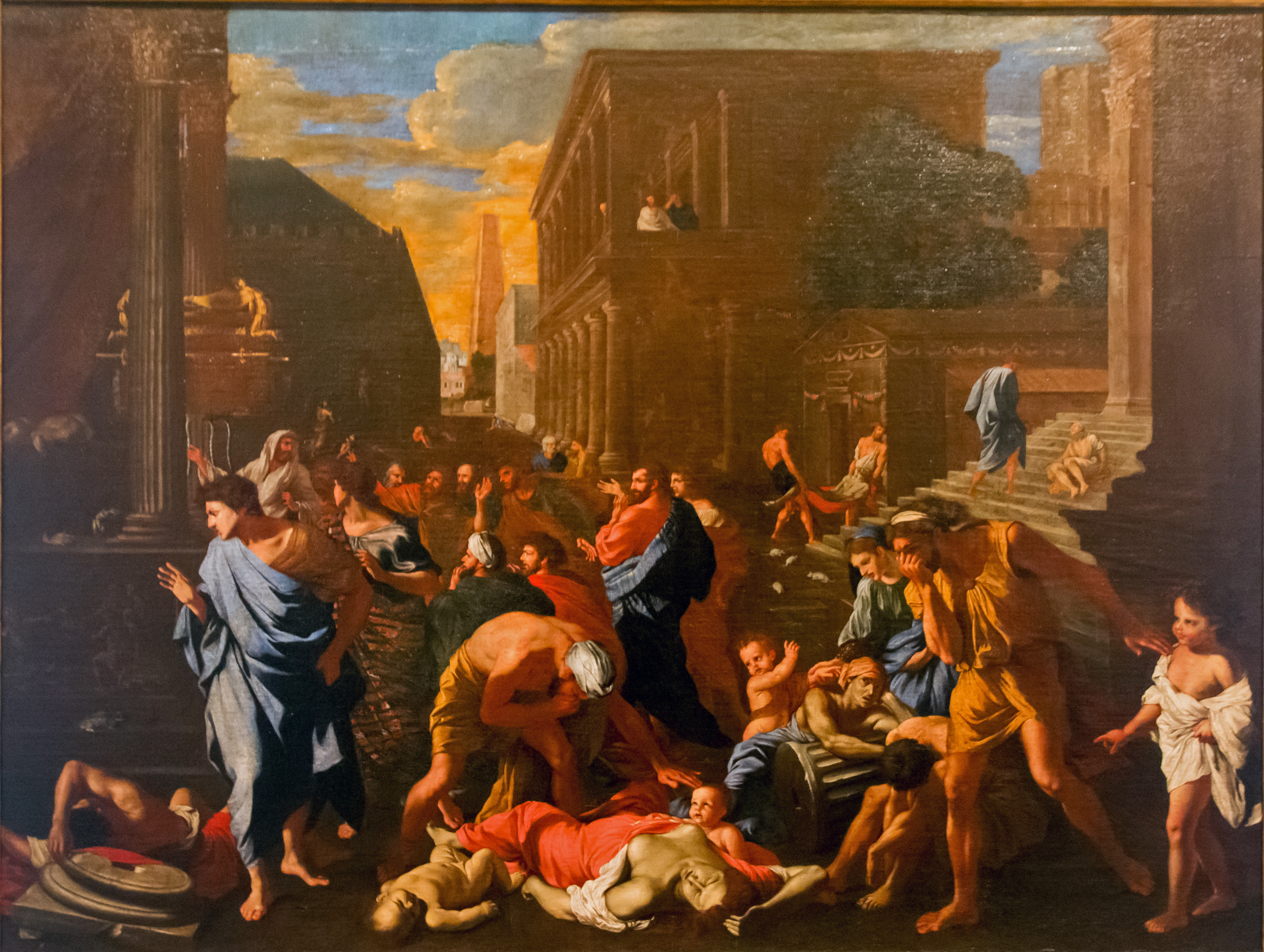
블레셋 사람들, 니콜라 푸생 (1631)
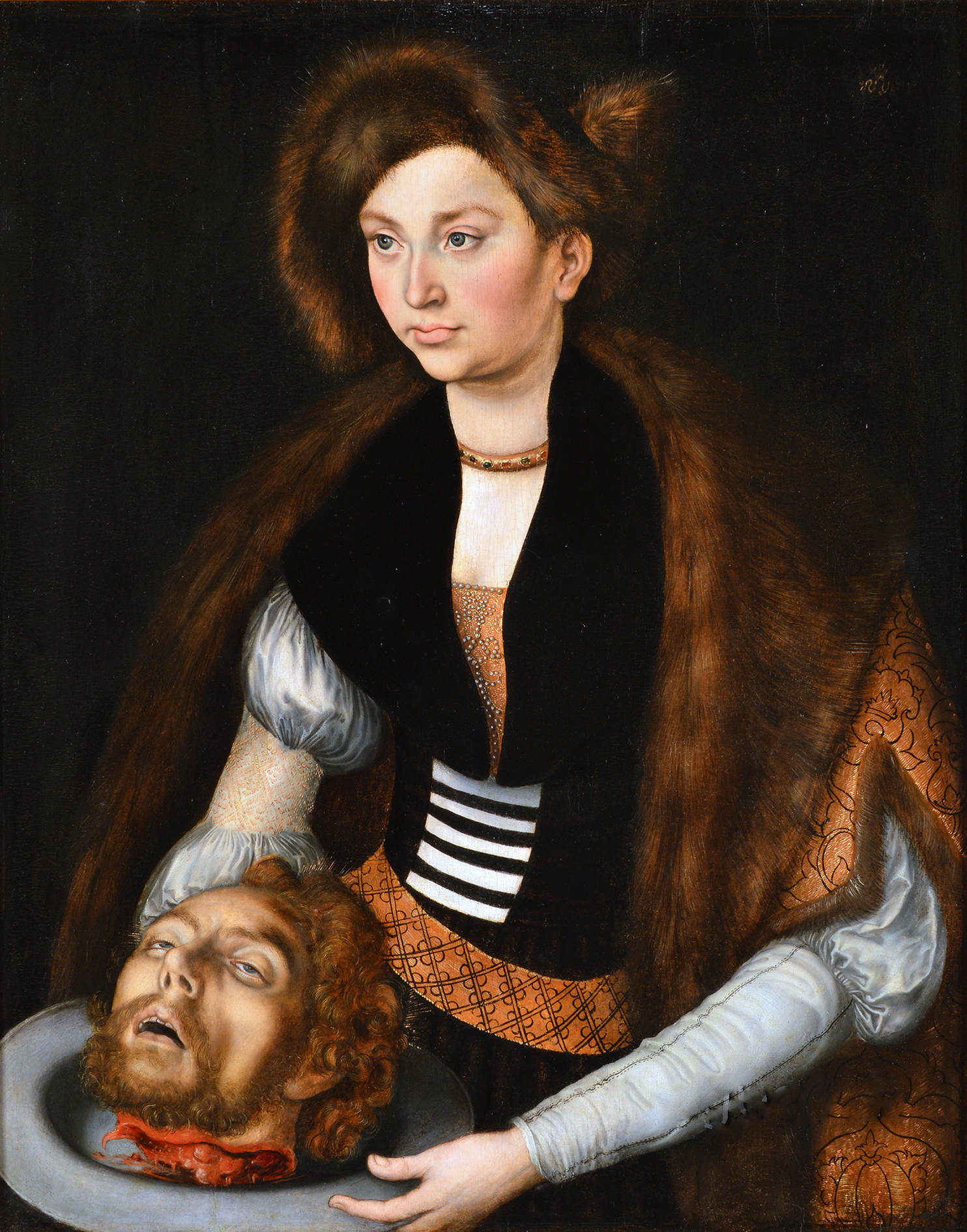
살로메, 루카스 크라나흐 (1510)

## 같이 보기
- 가장 큰 미술관 목록